# Botswana
Botswana, numele oficial, Republica Botswana (Setswana: Lefatshe la Botswana) este o țară din partea de sud a Africii. Fost protectorat britanic al Bechuanaland, Botswana și-a adoptat denumirea după obținerea independenței față de coroana britanică la 30 septembrie 1966. Vecinii Botswanei sunt la sud Africa de Sud, la vest Namibia, la nord Zambia și Zimbabwe la nord-est. Economia, legată foarte mult de cea a Africii de Sud, se bazează în primul rând pe minerit (în special diamante), creșterea vitelor și turism. Numele țării vine de la cel mai mare grup etnic Tswana.

## Istorie

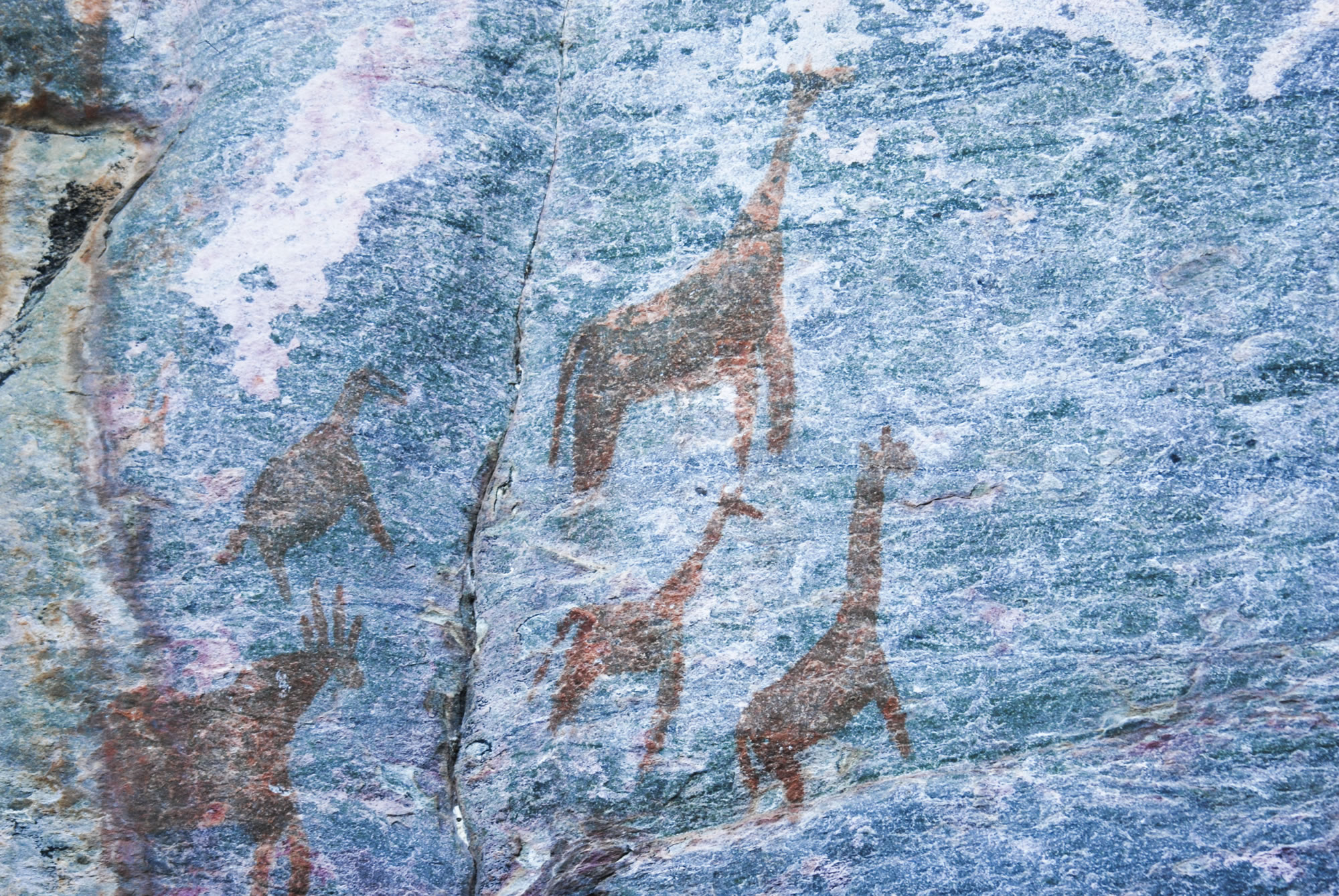
Pictură rupestră din Dealurile Tsodilo, parte a patrimoniului UNESCO

Săpături arheologice au arătat că hominizii au trăit în perimetrul Botswanei de două milioane de ani. Unelte din piatră și rămășițe din faună au arătat că toate zonele țării au fost populate cu cel puțin 400, 000 de ani în urmă. În octombrie 2019, oamenii de știință au afirmat că Botswana este locul de naștere al omului modern (Homo sapiens), cu 200, 000 de ani în urmă.
Batswana (pluralul de la Motswana) este termenul prin care sunt desemnați toți cetațenii Botswanei, dar care se referă și la cel mai mare grup etnic din țară (numiți Tswana). Înaintea sosirii coloniștilor europeni, Batswana se ocupau cu creșterea vitelor și cu agricultura având o organizare tribală.
Spre sfârșitul secolului al XIX-lea a avut loc un război între tribul Shona, locuitori ai Batswanei și Ndebele, trib migrator venit din deșertul Kalahari. De asemenea au mai avut loc și conflicte cu burii, coloniști din Transvaal. După ce conducătorii Botswanei Khama al III-lea, Bathoen și Sebele au cerut ajutor guvernului britanic, la data de 31 martie 1885, acesta din urmă a pus Bechuanaland sub protecția sa. Partea de nord a rămas sub administrare directă și denumită Protectoratul Bechuanaland, care va deveni mai târziu Botswana, iar partea de sud a devenit Colonia Capului acum fiind parte integrantă a teritoriului Africii de Sud; majoritatea celor care vorbesc Setswana locuisc în Africa de Sud.
Când a fost înființată Uniunea Africii de Sud în 1910, în afara principalelor colonii din regiune, Protectoratul Bechuanaland, Basutoland (acum Lesotho) și Eswatini (teritoriile Înaltei Comisii) nu au fost incluse, dar s-au creat condițiile pentru încorporarea acestora mai târziu. Extinderea autorității britanice și evoluția conducerii politice tribale a dus la crearea în 1920 a două Consilii consultative care reprezentau Africa și Europa. În 1951 a luat ființă un Consiliu Consultativ Africano-European, iar Consituția din 1961 a introdus un Consiliu Consultativ legislativ.
În 1964, Marea Britanie a acceptat propunerile Botswanei de a se autoguverna democratic. Sediul guvernului a fost mutat în 1965 din Mafikeng, Africa de Sud, în Gaborone. Constituția din același an a adus primele alegeri și declararea independenței pe 30 septembrie 1966.
Seretse Khama, unul din liderii mișcării de independență și pretendent legitim la conducerea Ngwato, a fost ales președinte pentru două mandate. Acesta a decedat când încă se afla în timpul mandatului, în 1980. Din acel moment președinția a fost preluată de către vicepreședintele țării, Ketumile Masire, care a fost ales de drept președinte în 1984, și reales în 1989 și 1994. Masire s-a retras din funcție în 1998, președinția fiind luată de către vicepreședintele Festus Mogae, care a fost ales președinte cu ocazia alegerilor din 1999 și 2004.

## Geografie
Botswana, situată în sudul Africii, cu o suprafața de 581,730 km² se situează pe poziția 47 între cele mai întinse state ale lumii. Suprafața statului african este plată. Țara este dominată de deșertul Kalahari, care acoperă până la 70% din suprafața terestră. Delta Okavango, cea mai mare deltă interioară din lume, se află în nord-vest.
Bazinul hidrografic al râului Limpopo, râu major din sudul Africii, se află parțial în Botswana, cu bazinele afluenților săi, Notwane, Bonwapitse, Mahalapswe, Lotsane, Motloutse și Shashe, situate în partea de est a țării. Notwane oferă apă capitalei prin barajul Gaborone. Râul Chobe se află la nord, oferind o graniță între Botswana și Namibia, în regiunea Caprivi, întâlnindu-se cu râul Zambezi într-un loc numit Kazungula.

## Districte
Botswana este împărțită în 15 districte din care 9 districte rurale și 6 urbane.
1. Districtul Central
2. Districtul Ghanzi
3. Districtul Kgalagadi
4. Districtul Kgatleng
5. Districtul Kweneng
6. Districtul North-East
7. Districtul Ngamiland
8. Districtul South-East
9. Districtul Southern

Districtele urbane sunt:
1. Gaborone
2. Francistown
3. Lobatse
4. Selebi-Phikwe
5. Jwaneng
6. Sowa

## Economie
De la independență, Botswana a înregistrat una dintre cele mai rapide rate de creștere a venitului pe cap de locuitor din lume. Botswana s-a transformat din una dintre cele mai sărace țări din lume într-o țară cu venituri medii superioare. Deși Botswana era abundentă de resurse, un cadru instituțional bun a permis țării să reinvestească veniturile din resurse pentru a genera venituri stabile în viitor.
Ministerul Comerțului și Industriei din Botswana este responsabil pentru promovarea dezvoltării afacerilor în întreaga țară. Conform Fondului Monetar Internațional, creșterea economică a înregistrat o creștere medie de 9% pe an între 1966 și 1999. Botswana are un nivel ridicat de libertate economică în comparație cu alte țări africane.

## Demografie

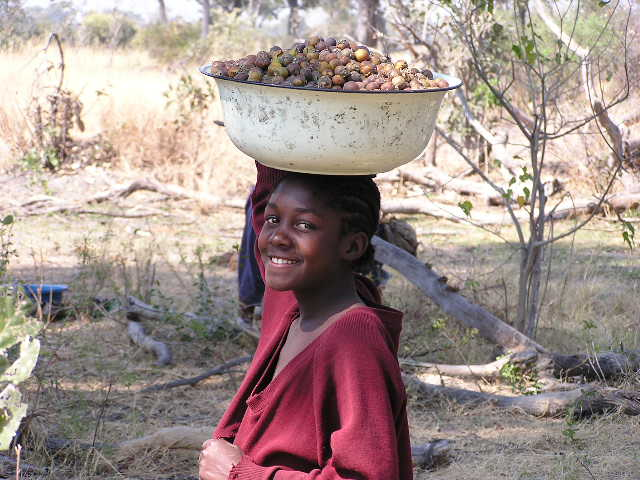
O fată în Delta Okavango

Tswana sunt grupul etnic majoritar din Botswana, care reprezintă 79% din populație. Cele mai mari grupuri etnice minoritare sunt BaKalanga, și San sau AbaThwa, de asemenea cunoscute sub numele de Basarwa. Alte triburi sunt Bayei, Bambukushu, Basubia, Baherero și Bakgalagadi. În plus, există un număr mic de albi și indieni, ambele grupuri fiind aproximativ egal de mici. Populația indiană a Botswanei este formată din mulți indieni-africani de mai multe generații, alții migrând din Mozambic, Kenya, Tanzania, Mauritius, Africa de Sud și așa mai departe, precum și imigranții indieni de primă generație. Populația albă vorbește engleza și afrikaans și reprezintă aproximativ 3% din populație.
Din 2000, din cauza deteriorării condițiilor economice din Zimbabwe, numărul zimbabweanilor din Botswana a crescut cu zeci de mii.

## Limba
Limba oficială a Botswanei este limba engleză, deși Setswana este larg vorbită în întreaga țară. În Setswana, prefixele sunt mai importante decât în multe alte limbi, deoarece Setswana este o limbă Bantu și are clase de substantive desemnate prin aceste prefixe. Acestea includ Bo, care se referă la țară, Ba, care se referă la popor, Mo, care este o singură persoană și Se care este limba. De exemplu, principalul grup etnic din Botswana este poporul Tswana, de unde și numele Botswana pentru țara sa. Poporul ca întreg este Batswana, o persoană este o Motswana, iar limba pe care o vorbește este Setswana.
Alte limbi vorbite în Botswana includ Kalanga (sekalanga), Sarwa (sesarwa), Ndebele, Xóõ și, în unele părți, Afrikaans.

## Religie

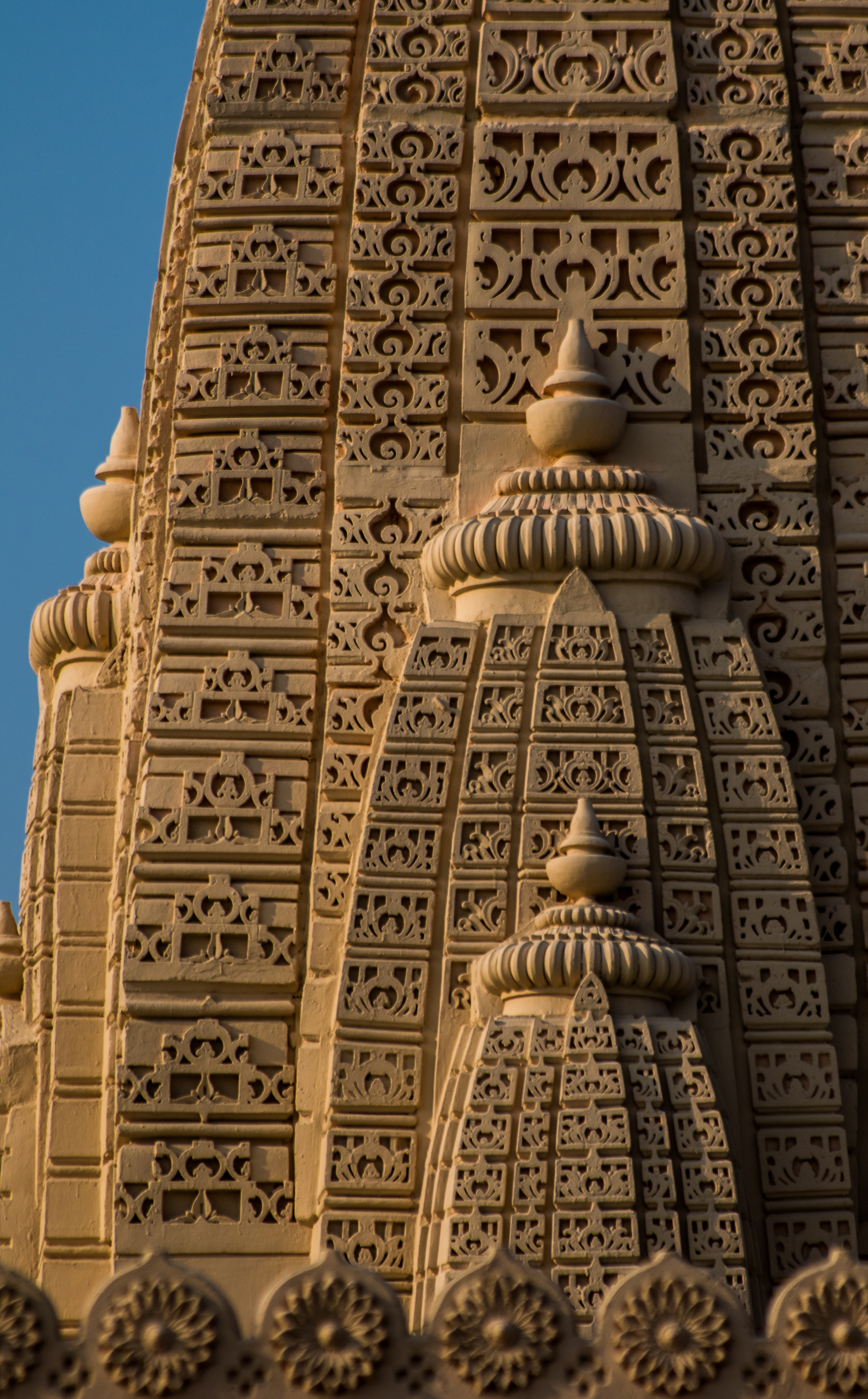
Templu hindus din Gaborone

Se estimează că 77% din cetățenii țării se identifică drept creștini. Anglicanii și metodiștii formează majoritatea creștinilor. Există, de asemenea, congregații de luterani, baptiști, romano-catolici, sfinți din zilele din urmă (mormoni), Biserica reformată olandeză, menoniți, adventiști de ziua a șaptea și martori ai lui Iehova din țară. În Gaborone, un centru de istorie luterană este deschis publicului.
Conform recensământului din 2001, țara are aproximativ 5.000 de musulmani, în principal din Asia de Sud, 3.000 de hinduși și 700 de bahași. Aproximativ 20% din cetățeni nu primesc nicio religie. Serviciile religioase sunt bine asistate atât în zonele rurale, cât și în zonele urbane.

## Turism
Organizația de turism din Botswana este grupul oficial de turism al țării. În primul rând, turiștii vizitează orașul Gaborone datorită faptului că orașul are numeroase activități pentru vizitatori. Lion Park Resort este primul parc de distracții permanent Botswana și găzduiește evenimente precum petreceri pentru zile de naștere pentru familii. Alte destinații din Botswana includ Gaborone Yacht Club și Clubul de pescuit Kalahari și atracții naturale, cum ar fi Barajul Gaborone și rezervația naturală Mokolodi. Există cursuri de golf care sunt întreținute de Botswana Golf Union. Phakalane Golf Estate este un club de milioane de dolari care oferă atât cazare la hotel, cât și acces la terenuri de golf.

## Galerie de imagini, Chobe National Park

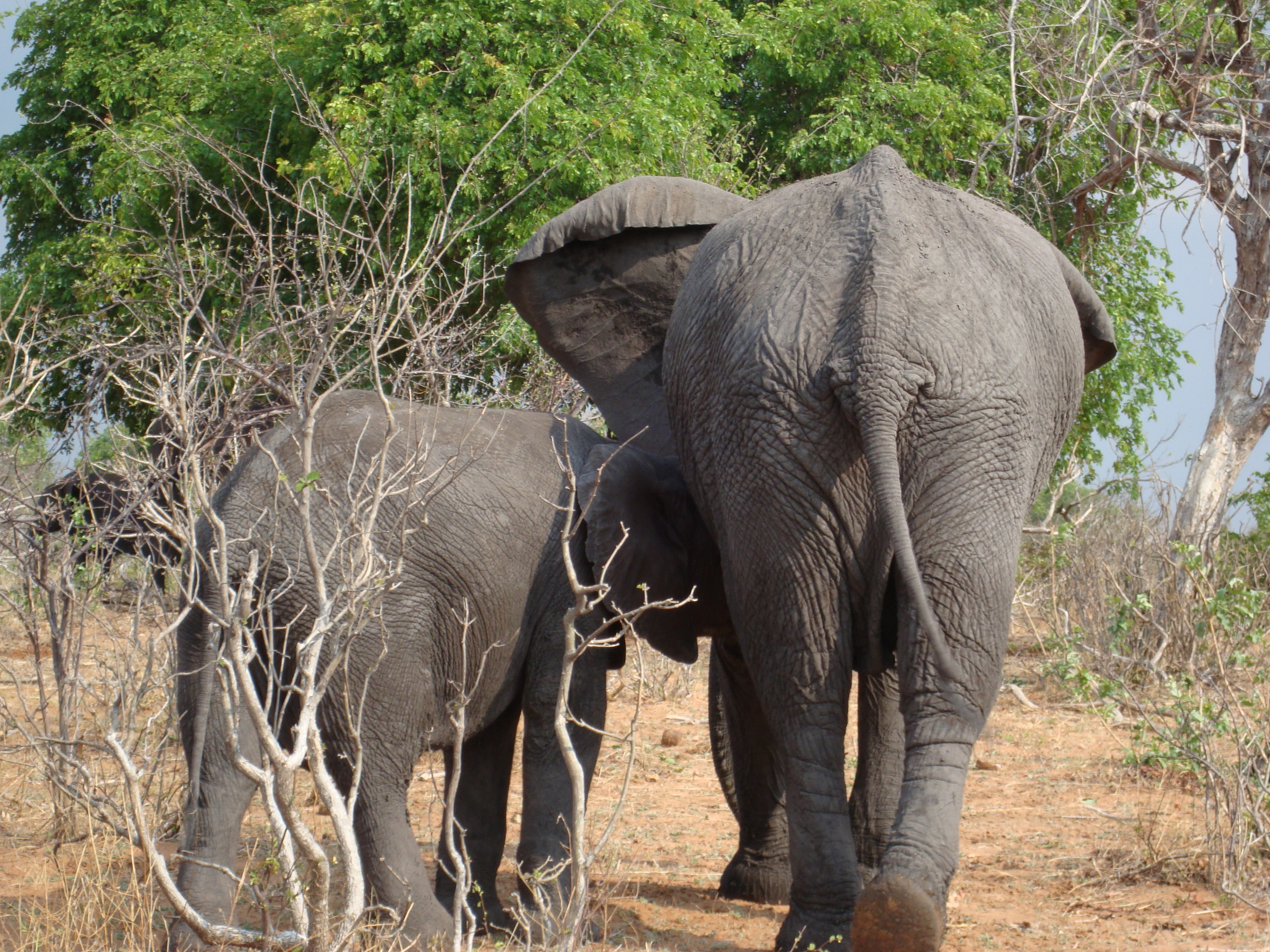
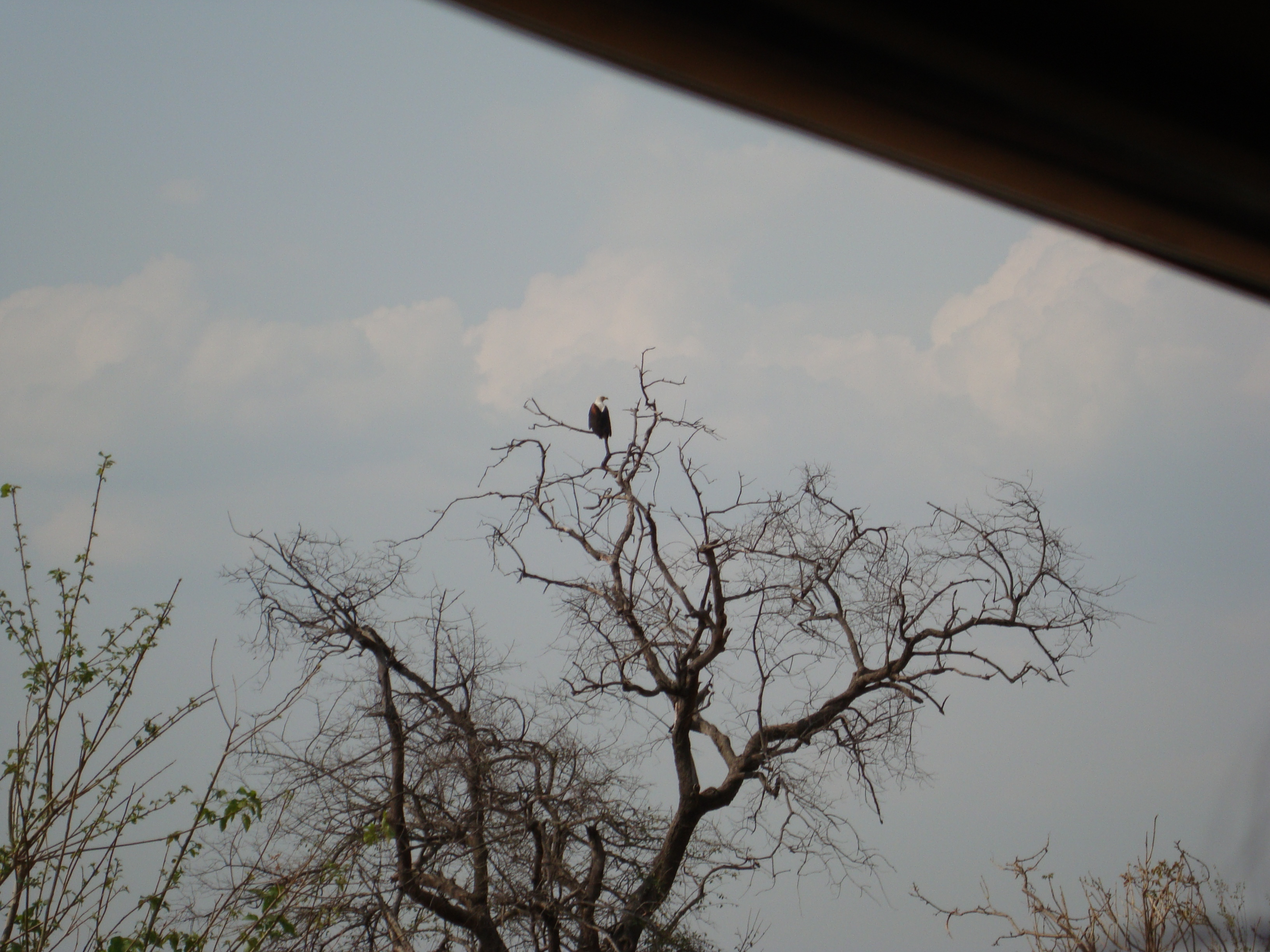
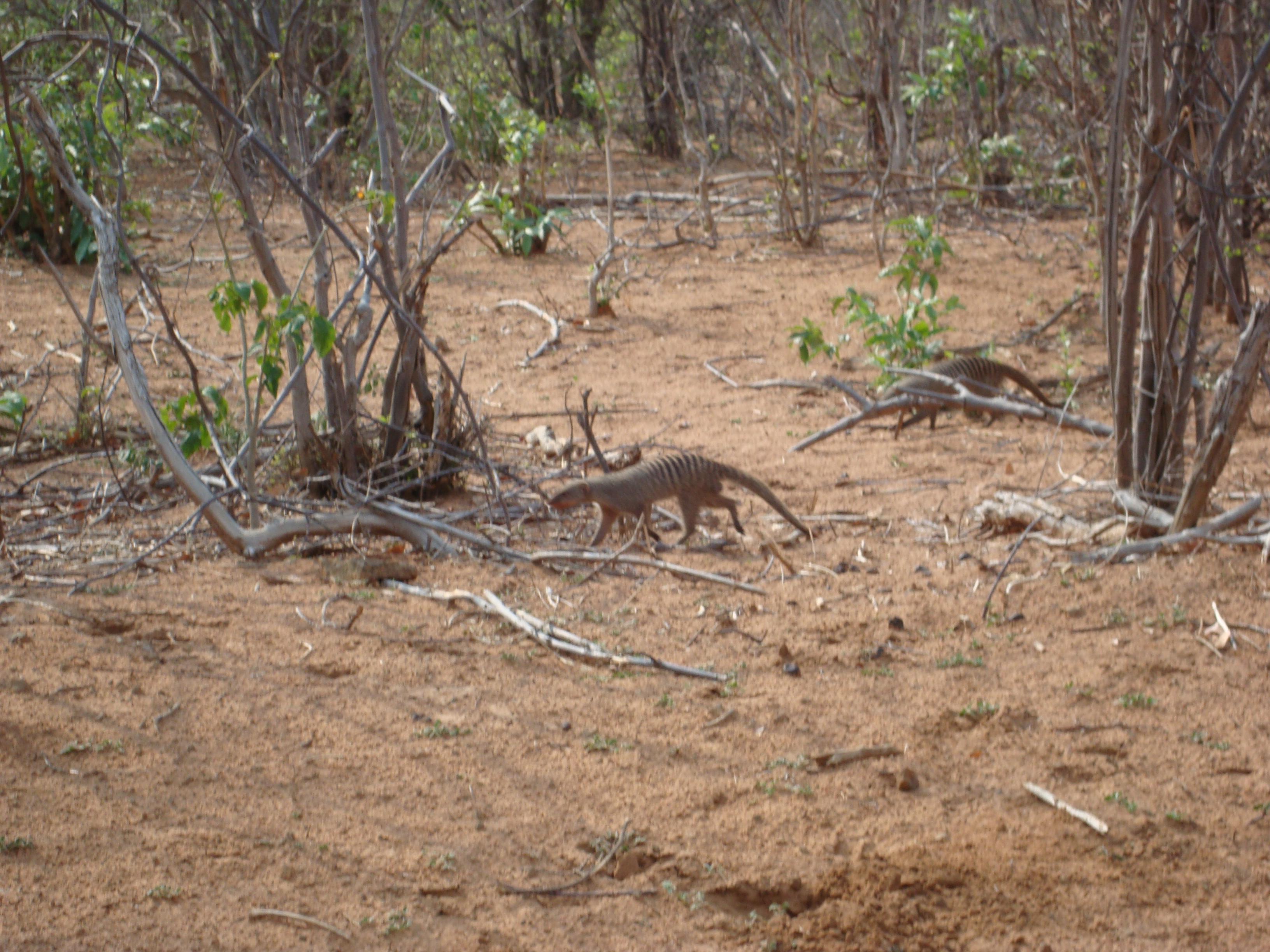
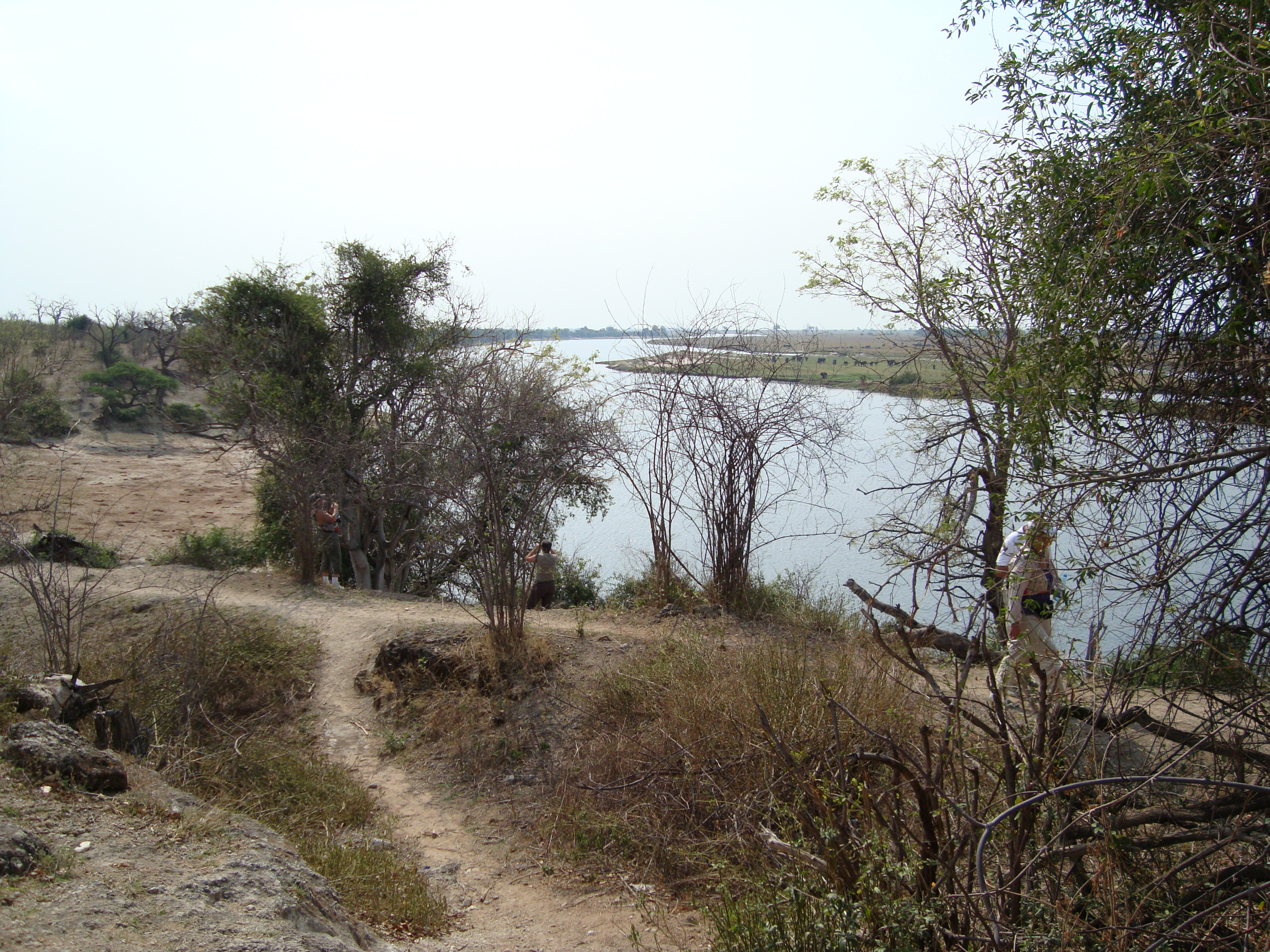
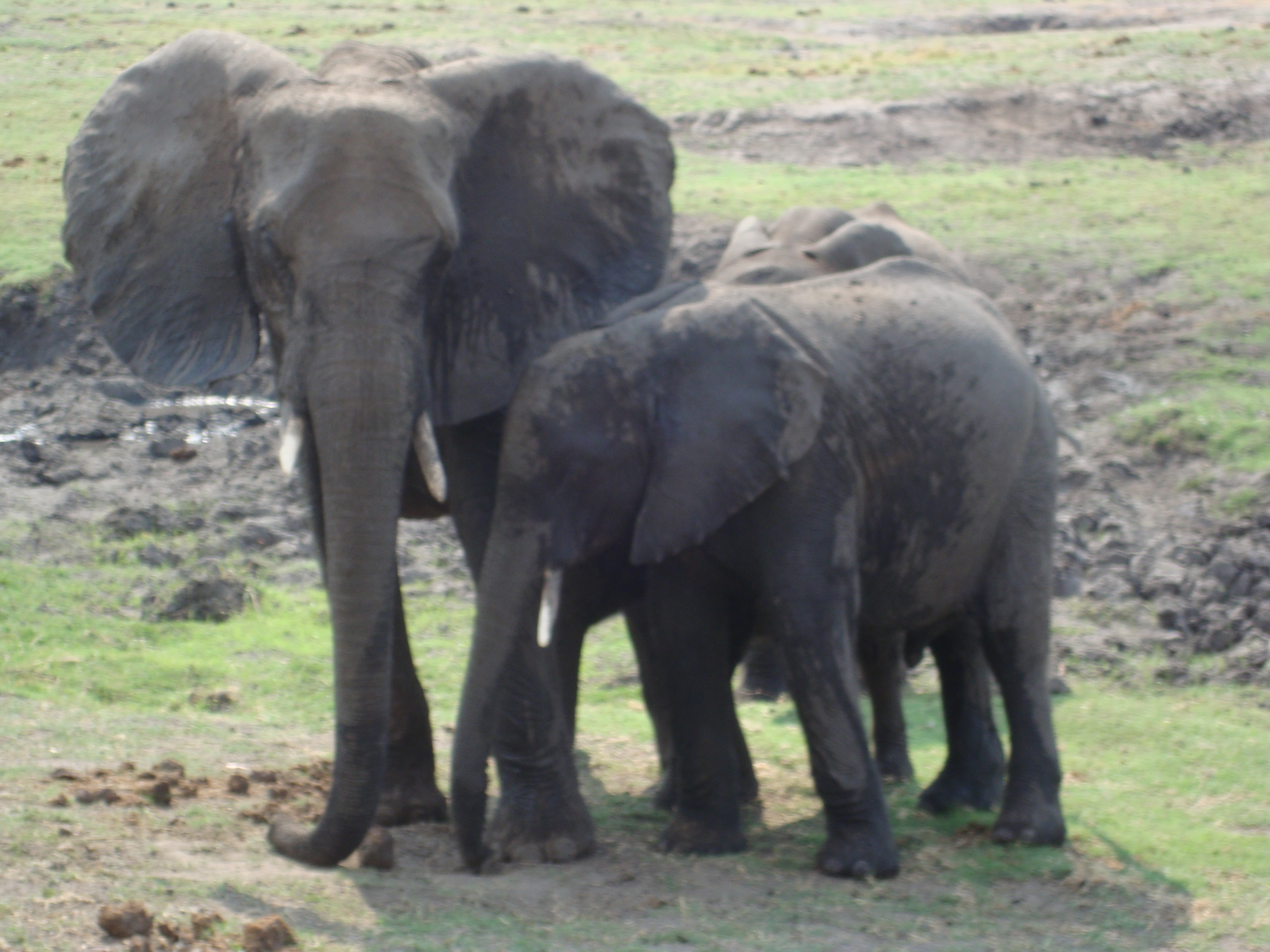
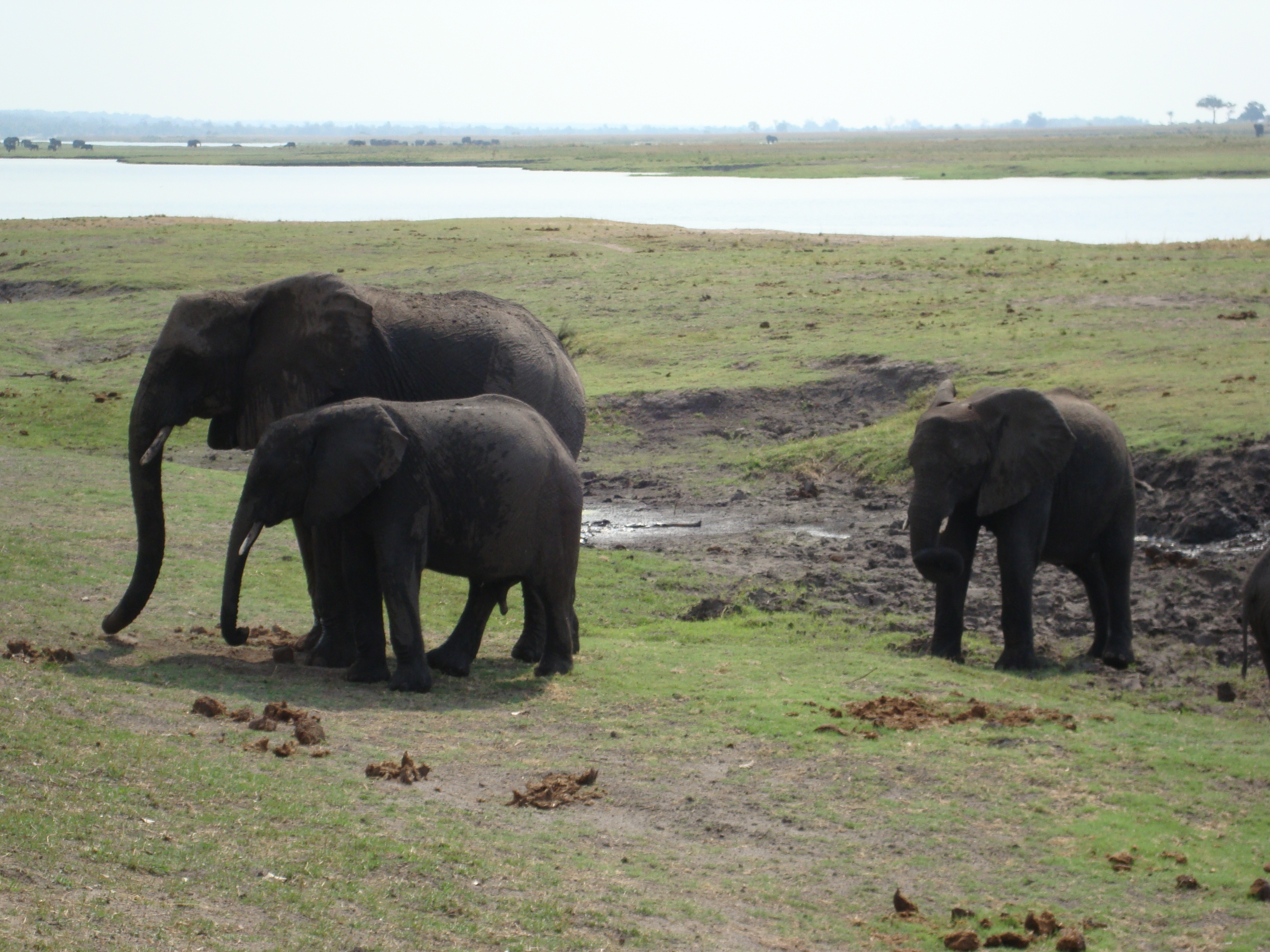
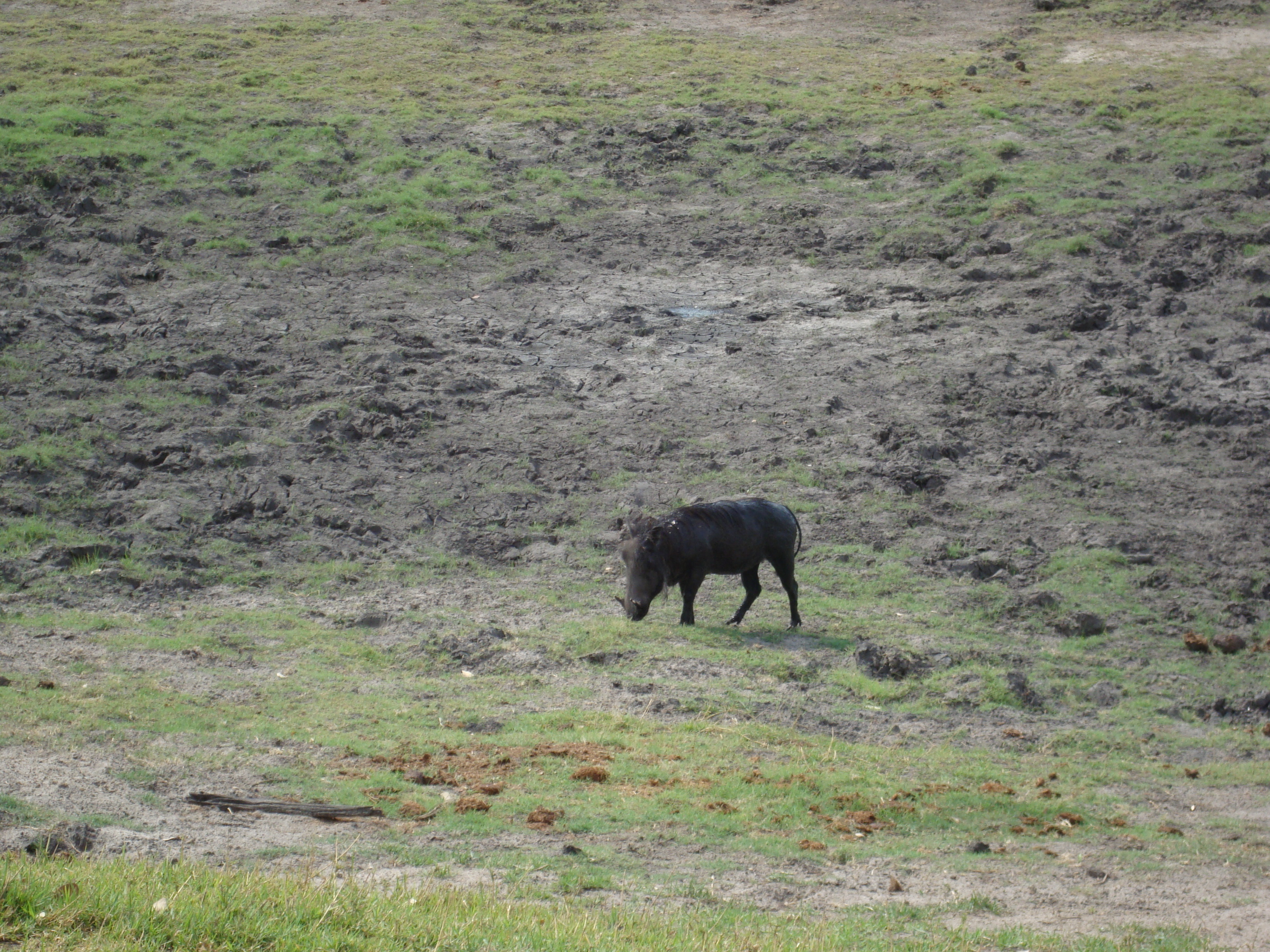
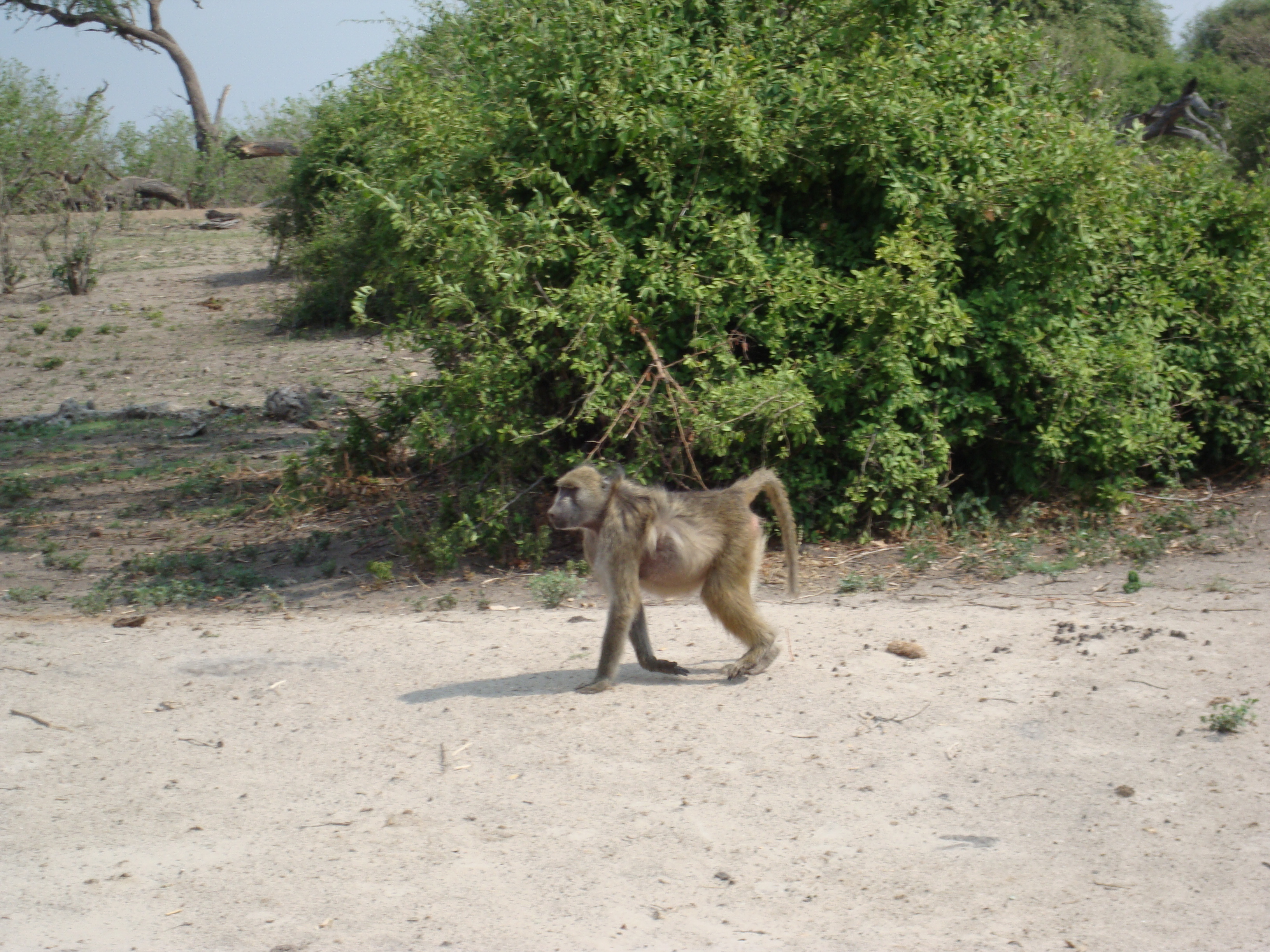
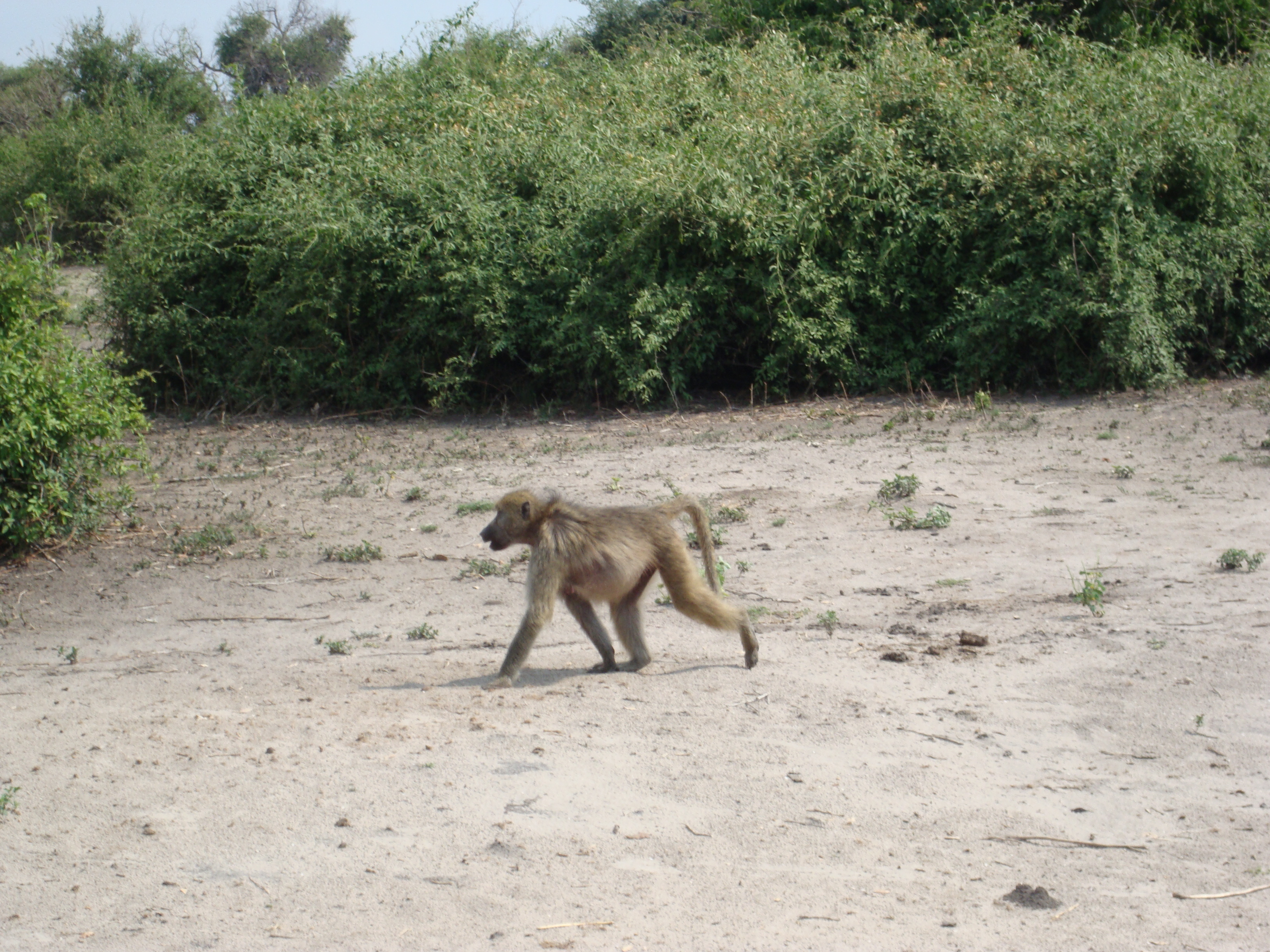
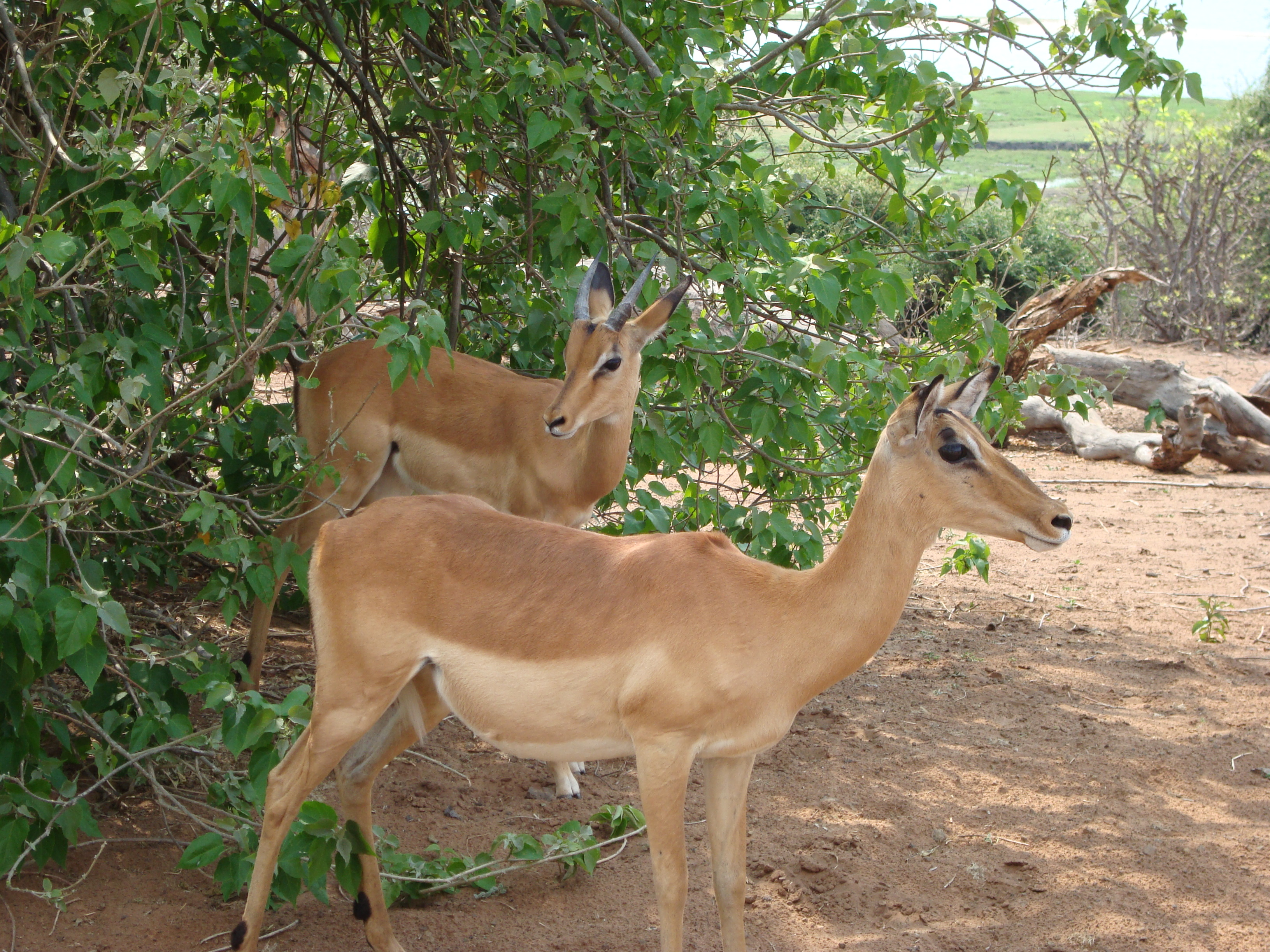
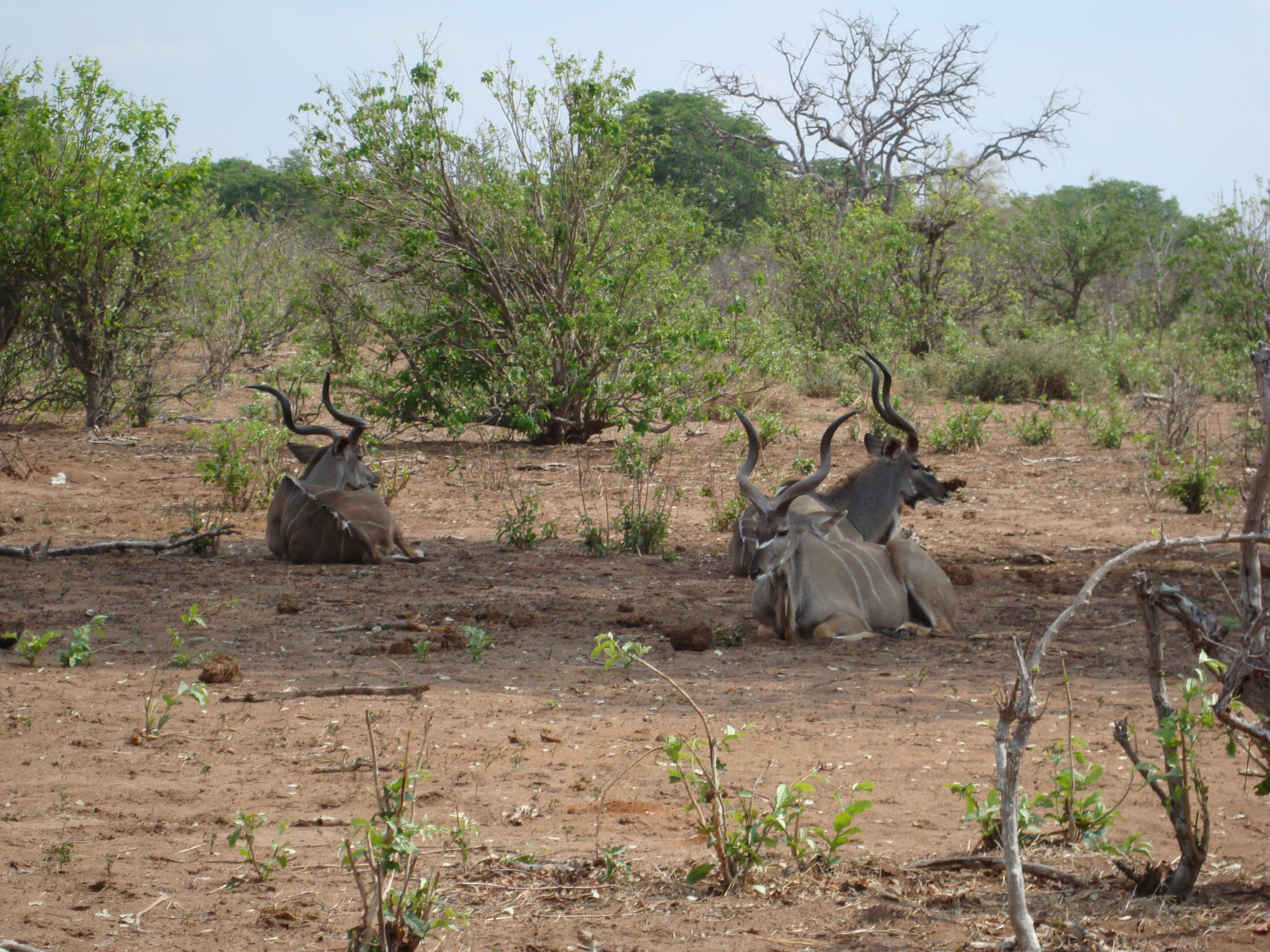
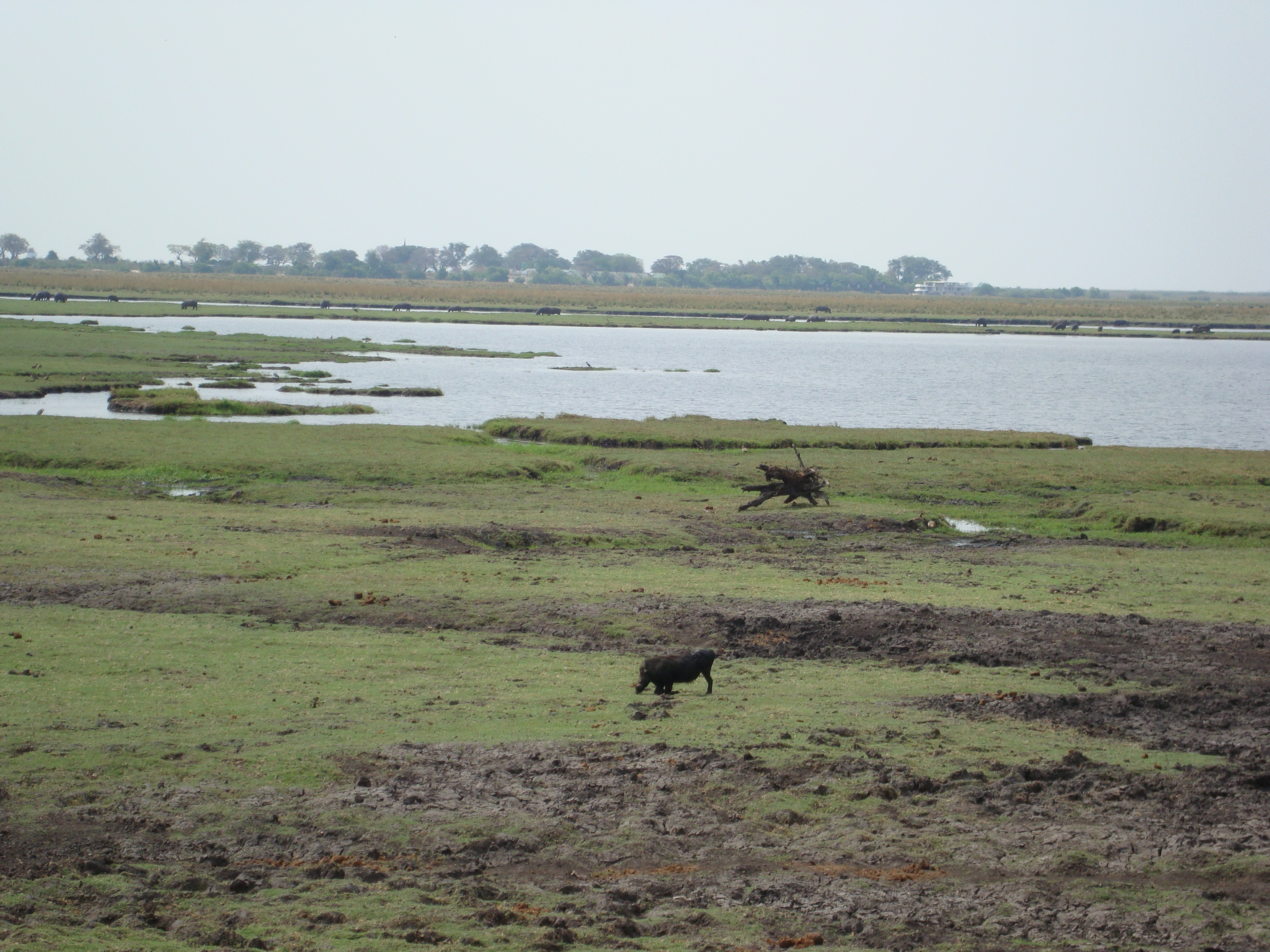
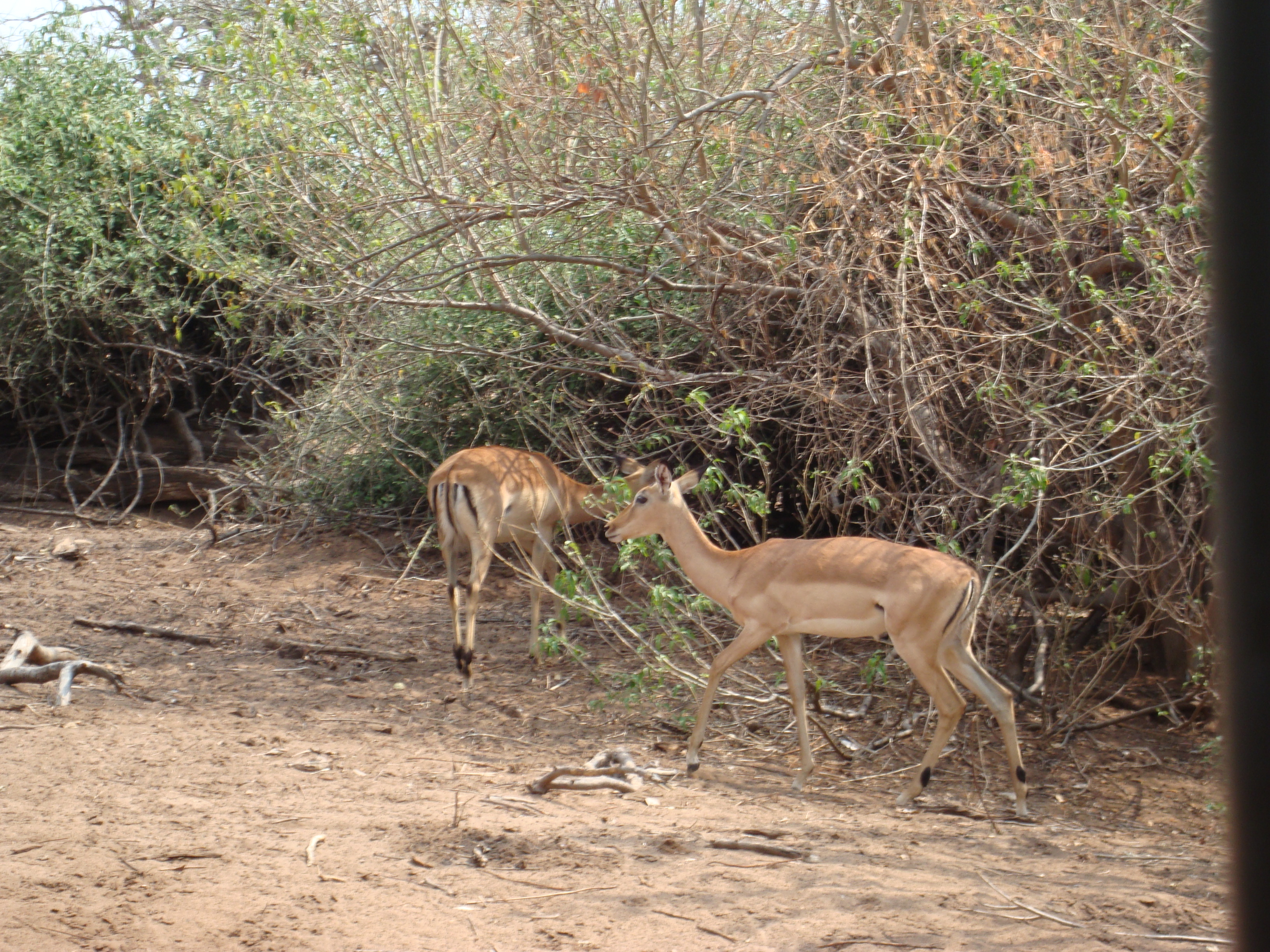